# Hermann Merkel (Mediziner)
Hermann Karl Merkel (* 7. Juni 1873 in Nürnberg; † 27. Mai 1957 in München) war ein deutscher Rechtsmediziner und Hochschullehrer.

## Leben
Hermann Merkel war der Sohn des Nürnberger Mediziners Gottlieb von Merkel und dessen Ehefrau Emma, geborene Schwarz. Er hatte sechs Brüder und drei Schwestern. Er beendete 1893 seine Schullaufbahn am Melanchthon-Gymnasium Nürnberg mit der Reifeprüfung und absolvierte danach ein Studium der Medizin an den Universitäten Erlangen, München und Freiburg im Breisgau. Seit 1893 gehörte er der Burschenschaft der Bubenreuther an. Nachdem er das Studium abgeschlossen hatte, wurde er in Erlangen im Dezember 1897 zum Dr. med. promoviert und im Juli 1898 approbiert. Anschließend war er am Nürnberger Krankenhaus und an der Berliner Charité tätig und ab Oktober 1899 als Assistent am pathologischen Institut für pathologische Anatomie und gerichtliche Medizin der Universität Erlangen.
In Erlangen habilitierte er sich im Januar 1903 und war dort anschließend zunächst als Privatdozent für pathologische Anatomie und gerichtliche Medizin und ab Dezember 1909 als Titularprofessor tätig. Merkel erhielt im Dezember 1912 an der Universität Erlangen ein Extraordinariat für pathologische Anatomie und gerichtliche Medizin. Er leitete die gerichtlich-medizinische Abteilung des pathologischen Instituts der Univ. Erlangen. Anfang Mai 1914 folgte er dem Ruf auf den Lehrstuhl für gerichtliche Medizin nach München. Er war neben seiner Tätigkeit als Professor und Direktor des Instituts für gerichtliche Medizin in Personalunion Landgerichtsarzt am Landgericht München I.
Während des Ersten Weltkrieges war er zunächst als Sanitätsoffizier an einem bayerischen Kriegslazarett und danach an einem Festungslazarett in Metz und ab 1916 als Armeepathologe der Armeeabteilung C. Nach Kriegsende wurde er mit dem Eisernen Kreuz I. und II. Klasse ausgezeichnet im Rang eines Oberstabsarztes aus der Armee entlassen. Er wurde 1921 zum Obermedizinalrat befördert.
Während der Zeit der Weimarer Republik und zur Zeit des Nationalsozialismus übte Merkel weiter seine Hochschullehrer- und Landgerichtsarzttätigkeit in München aus. Ab September 1933 war er in München außerordentlicher Professor und ab Juli 1933 ordentlicher Professor. Er trat zum 1. Mai 1937 der NSDAP bei (Mitgliedsnummer 4.006.920), schloss sich auch der SA an und war amtsärztlicher Beisitzer am Erbgesundheitsobergericht München. Im August 1938 wurde Merkel in den Ruhestand verabschiedet, blieb jedoch bis nach dem Ende des Zweiten Weltkrieges kommissarisch im Amt.
Nach der Befreiung vom Nationalsozialismus wurde Merkel Ende Juli 1945 von der amerikanischen Militäradministration aus dem Hochschulamt aufgrund seiner Mitgliedschaft in NS-Organisationen entlassen. Sein daraufhin erhobener Einspruch wurde abschlägig beschieden. Nach einem Spruchkammerverfahren, in denen er mehrere entlastende Bestätigungsschreiben vorweisen konnte, wurde er am 16. Januar 1948 als Mitläufer entnazifiziert und nach Zahlung eines Sühnebeitrages von 2000 DM rehabilitiert. Merkel wurde 1948 in den Ruhestand versetzt und 1952/53 emeritiert.
Hermann Merkel war seit 1903 mit "Emmy" Friederike Wilhelmine, geborene Jäger (1882–1967) verheiratet, das Paar bekam sechs Kinder.
Seine Forschungsschwerpunkte und Publikationen lagen im pathologisch-anatomischen Bereich, insbesondere zu Fragen des natürlichen und unnatürlichen Todes. Wegweisendes leistete er bei der Blutgruppenbestimmung bei Vaterschaftsprozessen und der Blutalkoholbestimmung für die Nutzung bei Gerichtsverfahren.

## Ehrungen
- Mitglied der Sektion Gerichtliche Medizin der Deutschen Akademie der Naturforscher Leopoldina (1939)[8]
- Ehrenmitglied der Deutschen Gesellschaft für gerichtliche Medizin (1939 und erneut 1951)
- Ehrenmitglied des Bayer. Medizinalbeamtenvereins (1953)
- Ehrenmitglied des Ärztlichen Vereins zu München (1953)

## Schriften (Auswahl)
- Gerichtsärztliche Diagnostik und Technik, besonders auf dem Gebiete der behördlichen Sektion, Hirzel, Leipzig 1936 (zusammen mit Kurt Walcher)